# Resolução 229 do Conselho de Segurança das Nações Unidas
A Resolução 229 do Conselho de Segurança das Nações Unidas aprovada em 2 de dezembro de 1966, após uma reunião fechada, o Conselho "consciente das qualidades comprovadas do alto senso de dever de U Thant e acreditando que sua renovação seria mais condutora aos maiores interesses e propósitos da Organização", recomendou a nomeação de U Thant para outro mandato como Secretário-Geral.